# Cnephasia disforma
Cnephasia disforma es una especie de polilla perteneciente al género Cnephasia, categorizada en la tribu Cnephasiini, de la subfamilia Tortricinae.

## Distribución
Se distribuye por Grecia.

## Taxonomía
Fue descrita por Razowski en 1983 y publicada por primera vez en (Cnephasia), Nota Lepid. 6: 237.